# Thalstetten
Thalstetten ist ein Dorf in der Gemeinde Kirchroth im niederbayerischen Landkreis Straubing-Bogen.

## Lage
Es liegt zwischen der westlich verlaufenden St 2148 und der A 3 am östlichen Ortsrand. Die Nachbardörfer sind Aufroth, Kirchroth und Münster.

## Geschichte
Die Gegend um Thalstetten war schon frühzeitig besiedelt, da man auf „bei Thalstetten gelegenen Grundstücken etwas kaiserzeitlich-germanische Keramik, darunter das Wandstück einer Schale mit kanneliertem Umbruch“ fand. Erstmals urkundlich erwähnt wurde Thalstetten im Jahre 1220. Bei einem Gerichtstag musste Albert IV., Graf von Bogen, zu Unrecht besessenen Güter, darunter einen Hof in Tailstetten zurückgeben. 1812 gehörte der Ort zum kurbayerischen Landgericht Mitterfels. Nach der Diözesanmatrikel von 1860 gab es im Ort 11 Häuser mit 76 Einwohnern.
Nach dem Zweiten Weltkrieg ordnete die amerikanische Militärregierung am 1. August 1945 die Eingliederung der Gemeinde Kirchroth in die Gemeinde Kößnach an. Am 1. Januar 1946 wurde die Gemeinde Kirchroth wieder selbständig und Thalstetten, vorher Gemeinde Kößnach, verlieb bei der Gemeinde Kirchroth, wofür sich deren Bewohner auch in einer Abstimmung ausgesprochen hatten.

## Einwohnerentwicklung
| Jahr      | 1860 | 1875 | 1885 | 1900 | 1925 | 1950 | 1961 | 1970 | 1978 | 1987 |
| --------- | ---- | ---- | ---- | ---- | ---- | ---- | ---- | ---- | ---- | ---- |
| Einwohner | 76   |      |      |      |      |      |      |      |      | 141  |